# Église Saint-Martin de Grevilly
Ne doit pas être confondu avec Chapelle de Grévilly (Saint-Forgeux).
L'église Saint-Martin de Grevilly est une église située sur le territoire de la commune de Grevilly, en Haut-Mâconnais, dans le département français de Saône-et-Loire et la région Bourgogne-Franche-Comté.
Il s'agit de l'une des cinquante-sept églises du diocèse d'Autun dédiée à saint Martin.

## Localisation
L’église et son cimetière, reconnus site d’intérêt historique et paysager régional par décision du 24 mars 1942, sont implantés à l’écart du village de Grevilly, près du sommet d’un des monts de la chaîne du Mâconnais d'où on découvre une belle vue sur les vallées alentour et sur le bourg de Brancion.

## Protection
29 décembre 1941 : inscription au titre des Monuments historiques par le secrétaire d'État à l'Éducation nationale (avec son site : « l'ensemble constitué à Grevilly par l'église, le cimetière avec ses plantations de sapins et le mur de clôture en pierres sèches »).

## Historique
Datant vraisemblablement du premier quart du XIIe siècle, l'édifice est « ancré » dans le flanc de la colline, un peu à l'écart du village.
En février 1806, Grevilly venant d'être rattaché à Cruzille pour le culte, un arrêté du préfet de Saône-et-Loire ordonne au maire et adjoints de Grevilly de livrer à Cruzille la cloche de l'église (cloche qui sera installée dans le clocher de l'église paroissiale Saint-Pierre).
En 1934 ont lieu la démolition des piliers d'entrée et « bâtisse de deux piliers en pierre de taille, pose du portail et seuil en ciment ».
L’intérieur de l'église a été restauré en 1978 et l'extérieur en 1994. Les principaux travaux effectués à l'initiative de la commune, avec le soutien de l'association Saint-Martin de Grevilly, ont porté sur le plafond de la nef, les murs du clocher, les murs de soutènement et la toiture. À noter : en 1990, la totalité de la couverture en demi-cône coiffant le chevet, entièrement faite de laves, avait été reprise. 
En 2020, ainsi que 126 autres lieux répartis sur le territoire du Pôle d'équilibre territorial et rural (PETR) Mâconnais Sud Bourgogne, l'église, qui relève de la paroisse Notre-Dame-des-Coteaux-en-Mâconnais (qui a son siège à Lugny), a intégré les « Chemins du roman en Mâconnais Sud Bourgogne » et bénéficié de la pose d'une signalétique spécifique.
En 2021, à l'initiative de la commune et de l'association Saint-Martin de Grevilly (sous l'égide de la DRAC de Bourgogne-Franche-Comté et avec le concours du conseil départemental de Saône-et-Loire, de la communauté de communes Mâconnais-Tournugeois, de la Fondation du Patrimoine et de la Fondation pour la sauvegarde de l'art français, la réalisation de travaux vise à poser un drain et à aménager un pavage autour de l'église pour réduire l'humidité à l'intérieur, à poser des gouttières sur la sacristie et à installer des abat-sons sur les baies ouest du clocher.

## Description

### Extérieur
Modeste et trapu, l'édifice suit un plan typique des petites églises romanes de la région : une nef rectangulaire unique, suivie d'une travée supportant le clocher carré et ramassé, puis une abside en hémicycle.
La façade de l'église est à l'ouest et le chœur est tourné vers l'est.
Au sud a été ajoutée au XIXe une chapelle plafonnée ayant usage de sacristie.
Dans son clocher – sans doute légèrement postérieur à la construction du gros de l'édifice (XIIIe siècle ?) – se trouve une cloche unique, pesant 350 kg et du nom de Sophie-Aymée, fondue en 1858 et qui est l'œuvre de Gédéon Morel, fondeur de cloches à Lyon. Elle a pour inscription : « Magnificat anima mea dominum luceat. / Je m’appelle Sophie Aimée. / Parrain : Mr et Mme Bernard Aymé Le Duc, président du Tribunal de 1re instance de Trévoux. / Marraine : Mme Sophie Tropenat née Populus. / Maire de Grevilly : Joachim Gaudet. / Adjoint : Philibert Billebot. / MDCCCLVIII / Morel à Lyon. / Saint-Martin priez pour nous. ». Curiosité, le toit à faible pente coiffant le clocher portait autrefois une statue de la Vierge, comme le montrent les plus anciennes photos de l'édifice (statue remplacée au XXe siècle par une croix).
À la différence des autres toitures de l'édifice, l'abside a conservé sa couverture faite de laves (terme local synonyme de lauzes), comme à l’origine.
Dans le cimetière adjacent se dresse une croix de pierre datant de 1872, sur laquelle est gravée l’inscription latine Requiem aeternam Dona eis Domine (« Seigneur, accorde-leur le repos éternel »).

### Intérieur
L'église se compose d’une nef plafonnée, d’une travée sous clocher couverte d’un berceau légèrement brisé, à laquelle fait suite le chœur en abside semi-circulaire un peu plus étroite, voûtée en cul-de-four. L’intérieur est maçonné en pierres apparentes comportant très peu de décor et d’éléments de mobilier.
Dans la nef, à droite de l'arc triomphal ouvrant sur la travée sous clocher et le chœur, une large tablette du XVIe siècle en pierre est enchâssée dans le mur, supportant une statue en bois polychrome de la Vierge couronnée, assise et portant l'Enfant-Jésus sur ses  genoux (posture qui n'est pas sans rappeler les statues auvergnates de la Vierge en Majesté). La tablette est sculptée sur sa partie inférieure d'un animal fabuleux sculpté de chaque côté d'un écu portant des  armoiries (peut-être celles d'un membre du clergé, compte tenu de la présence d'un calice surmonté de l’hostie ?).
Dans une niche, une statue représente saint Joseph portant l'Enfant-Jésus, identifié par le lys, symbole de pureté.
Les neuf stations du chemin de croix qui se répartissent le long de la nef sont des lithographies sur papier (restaurées dernièrement).
Également visible : une copie du « calice en buis de pauvre monsieur le curé de Grevilly », objet demeuré dans la tradition orale des habitants de la commune (comme symbole des maigres ressources de la paroisse avant le Révolution) et retrouvé récemment dans le fonds d'objets du musée Greuze de Tournus.
Une grille en fer forgé sépare la nef du chœur où l'autel, en  bois naturel, est surmonté du tabernacle orné d'une croix.
Au sol, plusieurs dalles funéraires sont visibles, composant une partie du pavement (deux dans la nef et une troisième à l'extérieur, devant le portail d'entrée) :
- dalle de l'abbé Léonard Michalet, curé de Grevilly durant 27 ans (né en 1697 et décédé le 19 novembre 1775) ;
- dalle anonyme sur laquelle apparaît une grande croix fleuronnée (peut-être une épée ?), entourée d’un pic et d’une hache ;
- dalle de Louis Dahon, écuyer (1660-1740).

## Culte
Édifice consacré du diocèse d'Autun relevant de la paroisse Notre-Dame-des-Coteaux-en-Mâconnais (siège à Lugny) – qui en est affectataire au titre de la loi de 1905 –, l'église de Grevilly est, plusieurs siècles après sa construction, un lieu de culte catholique.